# Heinrich Harrer
Heinrich Harrer, född 6 juli 1912 i Hüttenberg, Österrike, död 7 januari 2006 i Friesach, Österrike var en österrikisk bergsklättrare, geograf och författare.
Harrer växte upp i Hüttenberg där hans far arbetade vid posten. Mellan 1933 och 1938 studerade Harrer geografi och idrott vid Universitetet i Graz. Harrer blev medlem i den traditionella studentföreningen ATV Graz.
Harrer blev uttagen att delta i 1936 års olympiska vinterspel i Garmisch-Partenkirchen i utförsåkning. Det österrikiska alpina skidlandslaget bojkottade spelen och Harrer deltog därmed inte. Harrer vann 1937 World Student Championships i utförsåkning i Zell am See.
Harrer genomförde 21-24 juli 1938, tillsammans med tre andra klättrare, den första lyckade bergsbestigningen av Eigers nordvägg. Den tredje dagen bröt en storm ut och efter att ha pressats av laviner lyckades de nå toppen på eftermiddagen. Harrer skrev 1960 boken Den vita spindeln om de tidiga ansträngningarna för att bestiga nordväggen. Den vita spindeln syftar på den spindelliknande glaciären nära toppen.
Harrer bergsklättrade i indiska delarna av Himalaya då andra världskriget startade. Han fängslades av britterna i Indien då han var medlem i SS, men flydde fånglägret. Han lyckades ta sig in i Tibets heliga stad, Lhasa, där utlänningar var förbjudna. Hans speciella västerländska talanger, som fotografering och kartografering, gjorde så småningom Harrer till en uppskattad medborgare i Lhasa. Den unge Dalai Lama blev intresserad av den unika kunskap västerlänningen Harrer bidrog med och de blev vänner och ömsesidiga läromästare.
Då Kina invaderade Tibet och tvingade Dalai Lama att fly, valde Harrer att åka tillbaka till Österrike och återigen ta itu med sitt gamla liv. Harrer skrev 1952 boken Sju år i Tibet och är den person Brad Pitt spelar i filmen (1997) med samma namn, regisserad av Jean-Jacques Annaud.
Genom åren har Harrer fortsatt verka för Tibets befriande och var, ända fram till sin död 2006, fortfarande vän med Dalai Lama. Hans livsgärning har dock befläckats av faktumet att han aldrig gjort upp med sin historia som nazist i Österrike.